# Johann Balthasar Bullinger

Johann Balthasar Bullinger, 1770

Johann Balthasar Bullinger der Ältere  (* 30. November 1713 in Langnau am Albis; † 31. März 1793 in Zürich) war ein Schweizer Landschafts- und Porträtmaler, Kupferstecher und ab 1773 Professor an der neugegründeten «Kunstschule Zürich».

## Leben
Johann Balthasar Bullinger wurde in bescheidenen Verhältnissen als Sohn des Pfarrers Heinrich Bullinger geboren, der kurz nach der Geburt seines zweiten Sohnes verstarb. Zu Bullingers Vorfahren, die als reformierte Pfarrer amteten, zählt der Reformator Heinrich Bullinger. Sein älterer Bruder war ebenfalls Pfarrer, und so durfte Johann Balthasar Bullinger seinem künstlerischen Talent nachgehen: Bereits während der Schulzeit begeisterte er sich für die Malerei und Radierungen. Nach seinen Lehr- und Wanderjahren machte er 1742 die Bekanntschaft von Elisabetha Stephan, Tochter von Susanna Orell und des Kaufmanns Hans Balthasar; die Trauung erfolgte im August 1743 in Gottlieben. Gemeinsam hatten sie sieben Kinder, von denen jedoch nur drei das Kindesalter überlebten. Bullinger bestritt seinen Lebensunterhalt selbständig und war ein gewissenhafter Kaufmann, wie seinen Aufzeichnungen zu entnehmen ist. Nach 1771 widmete sich Bullinger zunehmend der Lehrtätigkeit, anfänglich im Waisenhaus Zürich. 1773 wurde er zum Professor an der neu gegründeten «Kunstschule Zürich» ernannt und unterrichtete bis zu seinem Lebensende Perspektive, Architektur, Geometrie und Mechanik. Zu seinen Schülern zählten Hans Conrad Escher von der Linth, der Erbauer des Linthkanals und Paulus Usteri.

## Werk
Seinen ersten Unterricht erhielt Johann Balthasar Bullinger bei Johann Melchior Füssli, und nach einer zweijährigen Probezeit begann seine Lehrzeit als Maler und Kupferstecher bei Johannes Simler. Im Besitz eines Empfehlungsschreibens reiste er nach Venedig, besuchte den Radierer und Kunstkenner Antonmaria Zanetti, der Bullinger mit Giovanni Battista Tiepolo bekannt machte. In dessen Atelier arbeitete Bullinger von 1732 bis 1735, und zu seinen Lehrstücken zählten unter anderem Werke von Paolo Veroneses.
Nach Zürich zurückgekehrt, wurde Bullinger in die Zunft zur Meisen aufgenommen, fühlte sich beruflich aber noch zu unerfahren und führte seine Wanderjahre fort: Auf dem Landgut der Familie Vigier malte er im Jahr 1736 seine ersten Landschaftsbilder, 1737 gelangte er über Biel nach Neuenburg, wo er als Porträtist tätig war. 1738 zog er über Bern nach Basel, lernte die Städte am Rhein kennen und gelangte nach Düsseldorf. Im Sommer 1738 erreichte er Amsterdam, wo Bullinger drei weitere Jahre arbeitete und mit dem Verkauf seiner Arbeiten bald so viel verdiente, dass er sich eine Sammlung von Zeichnungen und Kupferstichen anlegen konnte. Hier lernte er die damals in Bürgerhäusern beliebten Tapetenmalereien – in Öl gemalte Leinwandbespannungen – kennen. Eine schwere Erkrankung zwang Bullinger, Pläne für eine Englandreise aufzugeben, und 1741 kehrte er in die Schweiz zurück.
Kurz nach seiner Ankunft in Zürich erhielt Bullinger den ersten Auftrag für eine Tapetenmalerei. Bald folgten Aufträge für Landschaftsmalereien und gemalte Leinwandbespannungen (Nachahmungen von Tapisserien), mit denen die Zürcher Kaufherren- und Magistratenfamilien ihre Räumlichkeiten repräsentativ ausschmücken liessen; insgesamt sechs Landschaftszimmer, von denen einige erhalten geblieben sind. Dazu gehört sein Hauptwerk für das «Haus zur Stelze» am Neumarkt (heute im Wohnmuseum Bärengasse), das er als einziges signierte und datierte (1755). Täfermalereien mit Landschaftsbildern schuf er im gesamten «Haus zum schwarzen Kreuz» an der Torgasse und im Zunfthaus zur Meisen (1765). Bullinger vermerkte in seiner Biografie: «Zu Zürich waren damals die Landschafften en vogue wormit ganze Zimmer beschlagen wurden.»
Seine Autobiografie und das vollständige, eigenhändig erstellte Werkverzeichnis dokumentieren seine Auftraggeber und die von ihm geschaffenen Landschaftszimmer. Skizzen zur Schweizer Geschichte sowie topografische Zeichnungen, insbesondere von Landschaften im Kanton Zürich und einige Gemälde sind im Kunsthaus Zürich ausgestellt. Sie stellen ländlich-idyllische Szenen dar, zuweilen wählte Bullinger mythologische oder gesellschaftliche Themen. Ein typisches Stilmerkmal sind vom Wind bewegte Büsche und Bäume. Bullinger versah die Rückseiten seiner Werke oft mit einer Nummer, seiner Signatur und der Jahreszahl. Seine zahlreichen Porträts von Zürcher Bürgern und Bürgerinnen sind mehrheitlich in Privatbesitz, einzelne ebenfalls im Kunsthaus Zürich, darunter sein Selbstbildnis (1768). Im Auftrag der Zünfte fertigte Bullinger Wappentafeln, Zunftschilder und -stammbäume an, aber auch Risse für Ofenkacheln und Stoffmuster gehörten zu seinem vielseitigen Werk. Bullingers Vorliebe galt seit seinen Lehrjahren der Radierung: Seine Arbeiten erschienen regelmässig als Illustrationen in den Neujahrsblättern oder als Titelbilder und Vignetten in Katalogen. Bereits 1756 publizierte er eine Sammlung von 50 Landschaften; 1770 gestaltete er den Band «Hundert Schweitzer Prospecte nach der Natur gezeichnet u. in Kupfer gebracht», dessen zwölf Zürcher Ansichten als herausragende Werke gelten, und 1781 entstand eine Folge von Schlossanlagen. Bullingers Landschaftsdarstellungen basieren oft auf Vorbildern aus der holländischen Schule des 16. und 17. Jahrhunderts, namentlich Jan Hackaert und Motiven des Winterthurer Malers Felix Meyer.

## Galerie

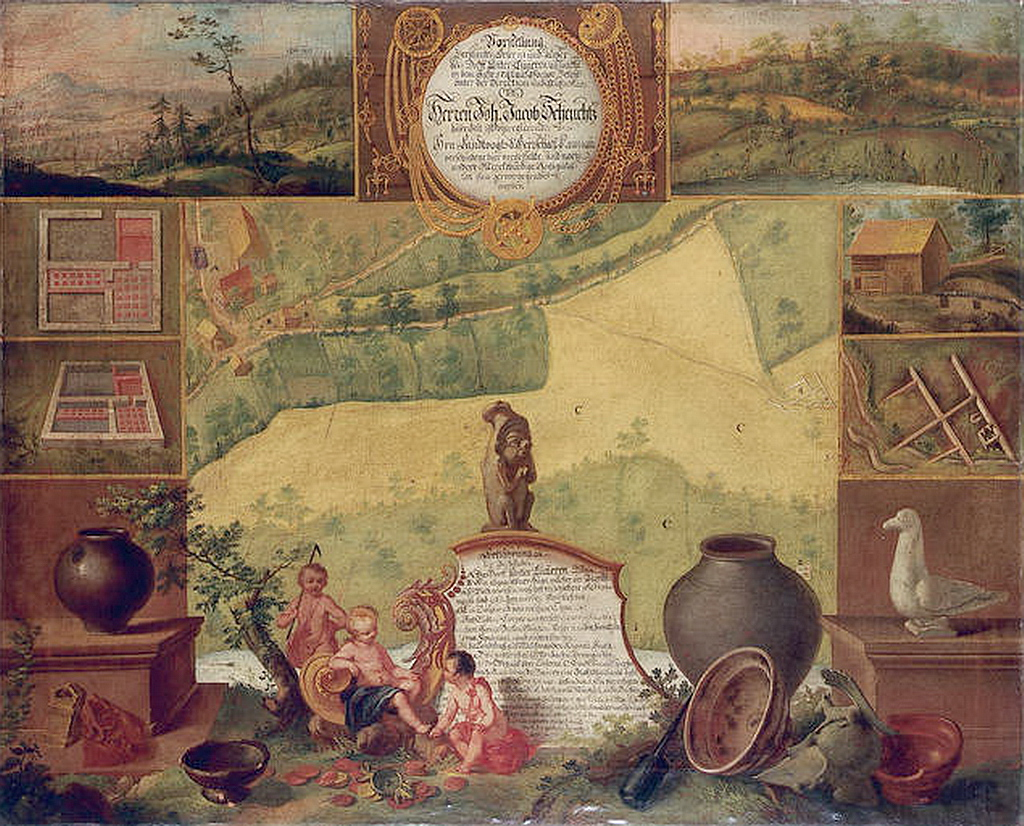
Der römische Goldfund (3. Jh.) vom 17. November 1741 in Lunnern. Das sogenannte Grabungsbild, ein Ölgemälde, kombiniert verschiedene Landschaftsansichten mit der Darstellung archäologischer Grabungsarbeiten.
Fantasievolle Darstellung Zürichs um das Jahr 15 v. Chr. In der Bildmitte ist der römische Rundtempel (Grosser Hafner) zu erkennen, auf dem Lindenhof ein Wachturm. Neujahrsblatt der Stadtbibliothek, 1773.
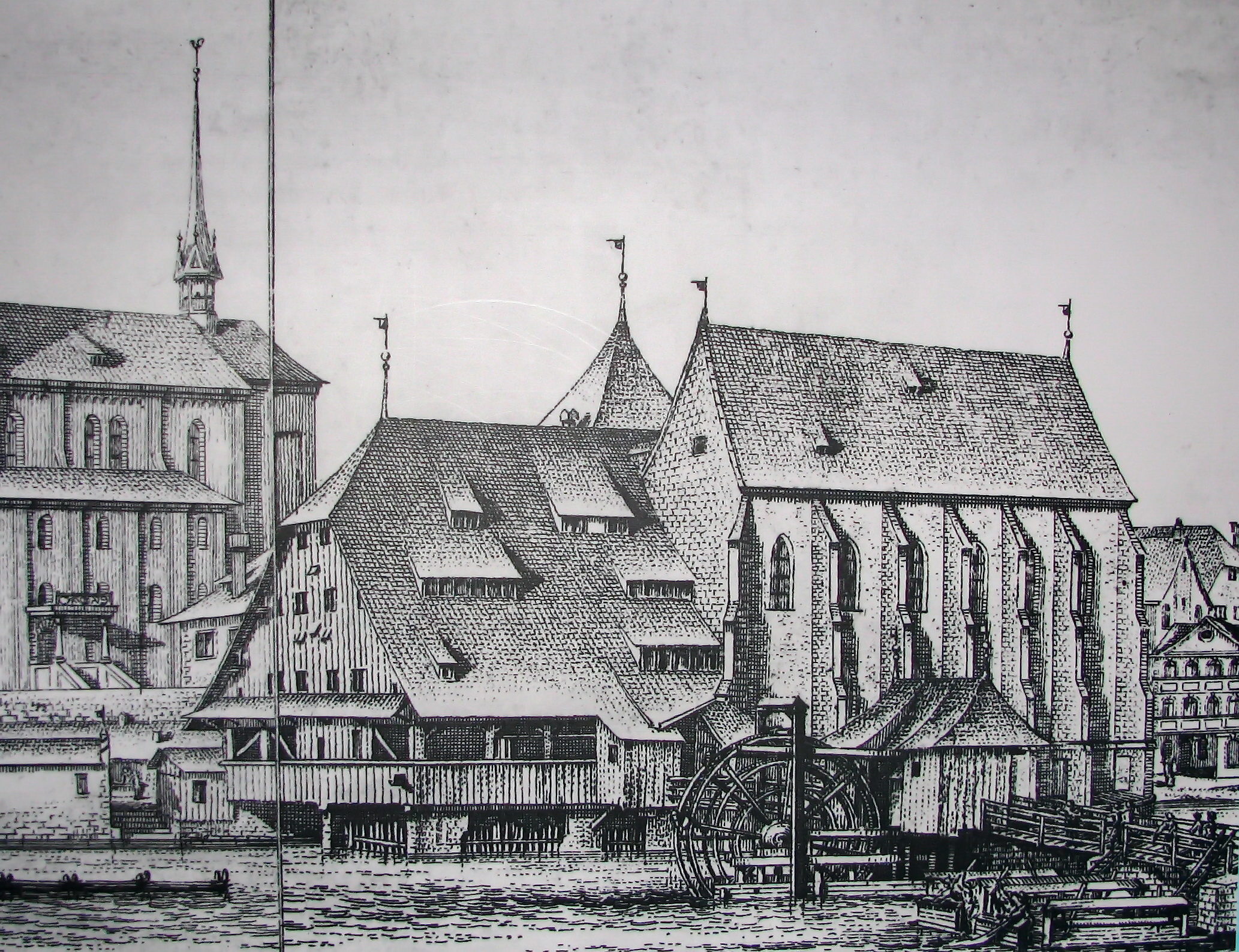
Wasserkirche, 1770
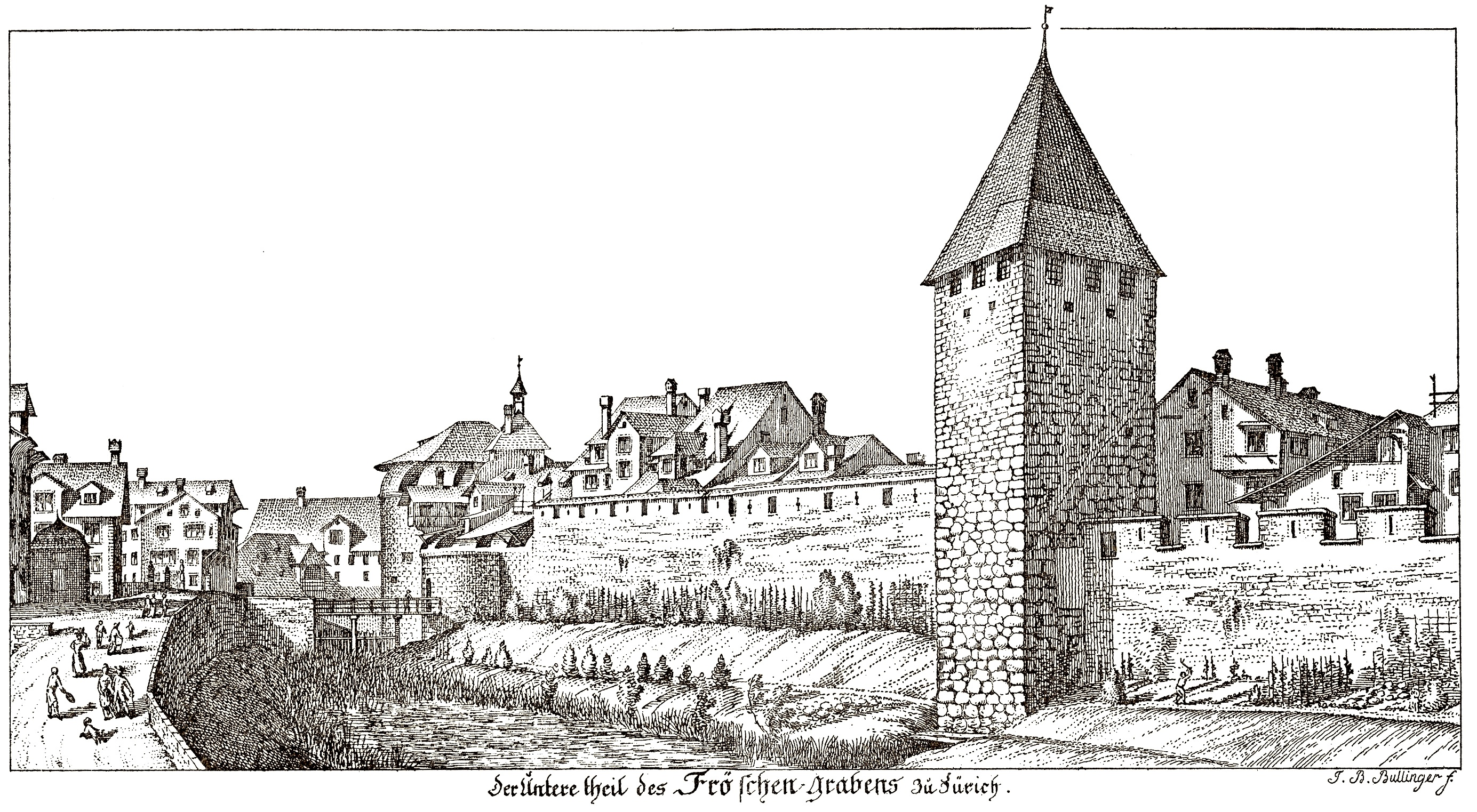
Fröschengraben und Rennwegbollwerk
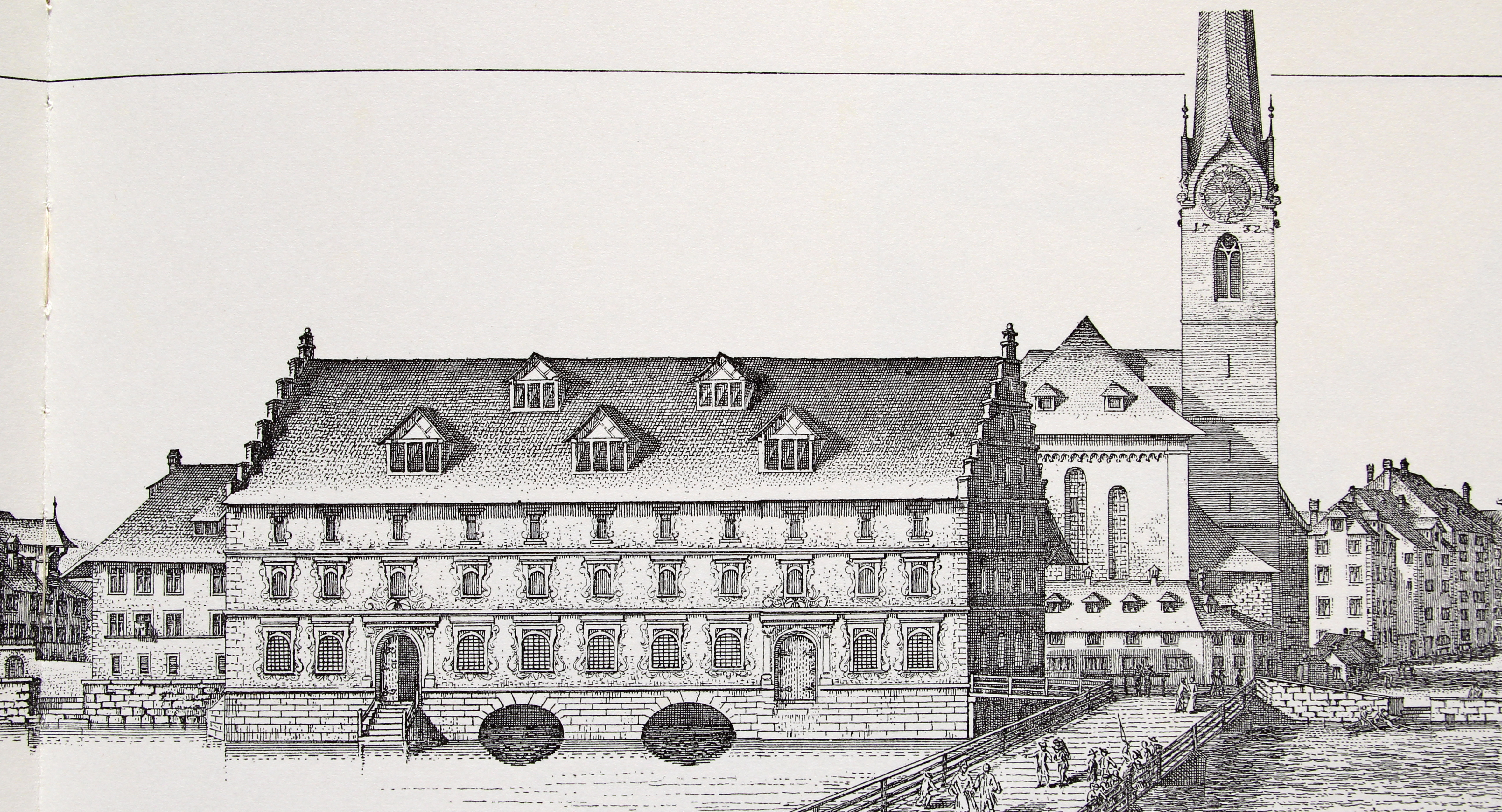
Kornhaus (Zürich), 1770
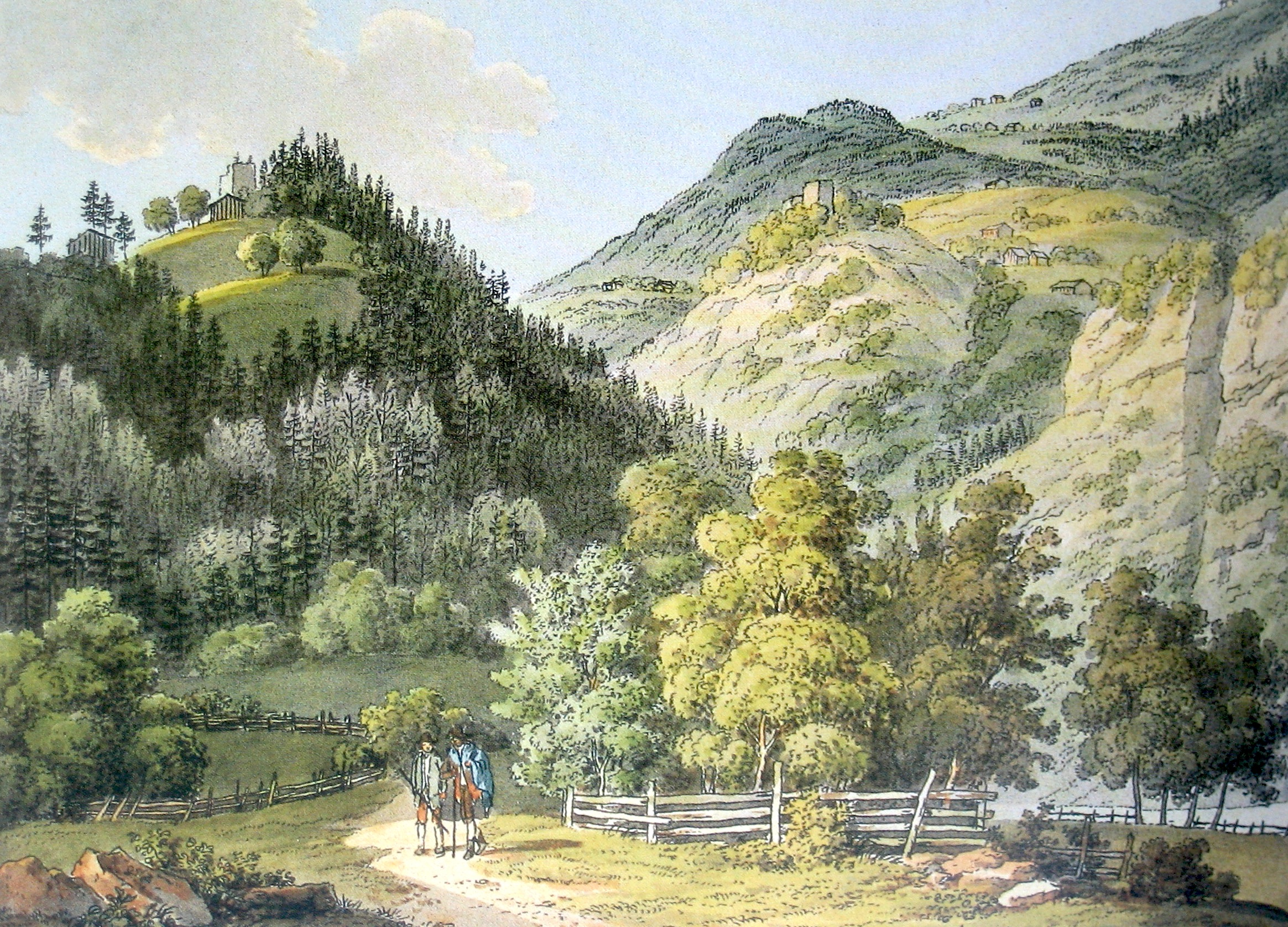
Burgen Strahlegg und Castels im Prättigau. Radierung von Bullinger und Heinrich Füssli (1755–1829)